# DBC Bochum 1926

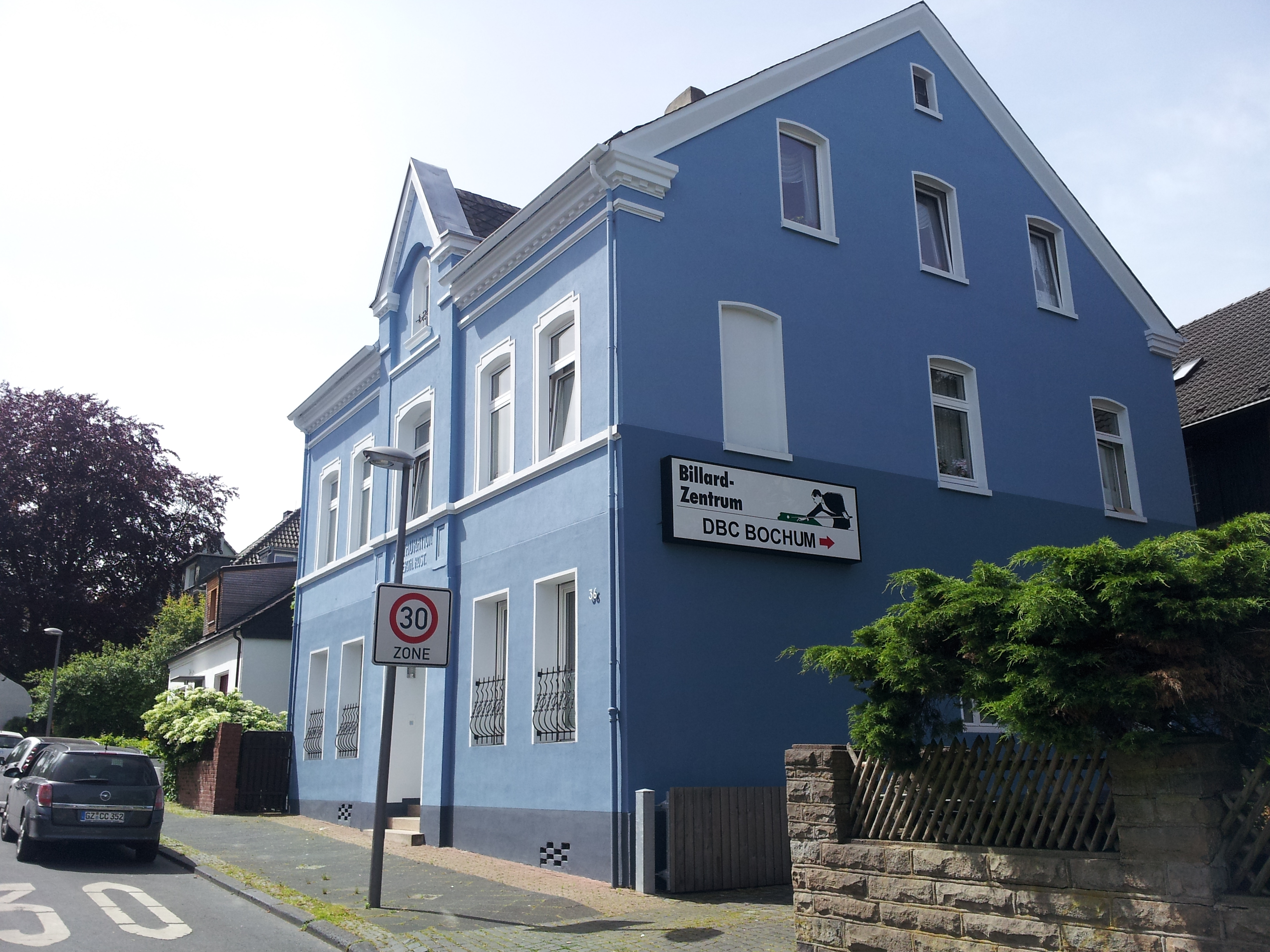
Clubheim des DBC Bochum

Der DBC Bochum 1926 (Dahlhausener Billard Club) ist ein Billardverein (Karambolage), der am 25. Februar 1926 im Lokal Becker unter dem Namen „Unter uns“ gegründet wurde. Seit 1971 spielt der DBC in der Bundesliga und zählt damit zu den ältesten Billardvereinen der Bundesrepublik. Mit 27 deutschen Meistertiteln im Karambolage ist der Verein auch einer der erfolgreichsten.

## Geschichte
Von der Gründung bis Kriegsbeginn betrieb der Verein das Spiel mehr auf dem Niveau geselligen Beisammenseins, denn als Turniersport.
Erst ab 1950 wurde in der Gaststätte „Otto Hose“ (benannt nach dem Großvater des Bochumer Billardidols Klaus Hose) der organisierte Spielbetrieb aufgenommen. Ebenda begann Klaus Hose, als 16-Jähriger, 1958, seine Karriere. Immerhin hatte er schon als Kind dort heimlich üben können. Als 17-Jähriger stand er im Finale der höchsten Klasse und schlug dort die favorisierten älteren „Langballspieler“ mit seiner „amerikanischen Bandenserie“. Diese Erfolge verschafften dem Billardsport einen Popularitätsschub und man sprach von der „Dahlhausener Talentschmiede“. Neben Hose erzielten auch Wolfgang Fischer und Paul Kimmeskamp beachtliche Erfolge. 1960 stieß aus Weitmar Karl-Heinz Sonneborn hinzu. Er stellte die Weichen für  die erfolgreiche sportliche Zukunft.
Nacheinander stieg die junge Mannschaft von der Bezirksliga in die Landesliga und die westfälische Oberliga auf und konnte sich auf Anhieb den Titel des Westfalenmeisters sichern. 1963 nahm der DBC zum ersten Mal an der deutschen Mannschaftsmeisterschaft in Gelsenkirchen teil. Sie traten gegen Saarbrücken, (mit dem Weltmeister August Tiedtke), Berlin (die „Höhle des Löwen“ mit Dieter Müller) und Duisburg an und wurden zum ersten Mal in der Vereinsgeschichte Deutscher Meister. In den beiden Folgejahren bestätigten sie den Titel erst in Berlin und dann, als „Heimspiel“, in Bochum.
1967 holte Klaus Hose für den Verein erstmals den Titel in der Einzelmeisterschaft. Stolz auf die sportlichen Leistungen lobte der damalige Oberbürgermeister Fritz Claus die Spieler als Aushängeschild für die Stadt und regte an, dem Verein seinen heutigen Namen zu geben.
Es war ebenfalls Hose, der 1970 den Europameistertitel in der Freien Partie aus Italien nach Bochum holen konnte.
Mit der Zeit wurden Tische zugekauft und mehrmals umgezogen. Nicht nur Platzgründen waren dabei ausschlaggebend, man wollte auch  nicht immer auf das Wohlwollen der Wirte angewiesen sein. Schließlich bezog der Verein seine heutige Spielstätte im Billardzentrum in Weitmar.
Von 1975 bis 1985 konnte der DBC allein durch Bochumer Spieler sechsmal den Titel als deutscher Bundesliga-Meister erringen.
Fehlende Sponsorengelder und damit verbundenen der Weggang des Weltklassespielers Klaus Hose 1982 brachte den Verein sportlich ins Trudeln, Er hatte Mühe sich in der obersten Liga zu halten. Erst mit den Neuzugängen der jungen Karambolagetalenten Fabian Blondeel und Volker Baten konnte der Verein sich fangen und zu alter Stärke zurückfinden. Erheblichen Anteil an dieser Entwicklung hatte wiederum Klaus Hose. Er war seit nunmehr zehn Jahren Bundestrainer des Deutschen Billard Bundes (DBB) (heute Deutsche Billard-Union (DBU)) und trainierte die Talente notfalls auch zu Hause an seinem eigenen Tisch.
Weitere erfolgreiche Spieler der letzten Jahre sind Thomas Nockemann und Ludger Havlik. Nockemann hat mit acht Titeln in der Freien Partie den bisherigen Rekord von Hose bereits gebrochen.
In den 1970ern war der DBC 7-mal Ausrichter der Deutschen Meisterschaften, die ebenfalls in Bochum stattfanden.
Am 7. April 2013 wurde Bochum bei der Europamannschaftsmeisterschaft im Serienspiel Vizeeuropameister. Im Finale in Soissons, Frankreich unterlagen sie Etikon aus Belgien mit 5:1. Während Thomas Nockemann im Cadre 71/2 ein Remis (250:250 in 4 Aufnahmen) gegen Patrik Niessen herausspielen konnte, unterlagen Fabian Blondeel im Einband mit 71:150 in 11 Aufnahmen gegen Jean Paul de Bruijn und Ludger Havlik gegen Henri Tilleman im Cadre 47/2 klar mit 0:300 in 1 Aufnahme.

## Sponsoren
Hauptsponsor sind zurzeit die Stadtwerke Bochum.

## Erfolge
Genannt sind hier nur Mannschaftserfolge, keine Einzelspielererfolge.
- Deutscher Meister (25 ×):  1963–1965, 1975–1977, 1979–1981, 1995, 1997–2002, 2005, 2006, 2008–2010, 2012–2014, 2016
- Deutsche Pokalmannschaftsmeisterschaft:  1995
- Coupe d'Europe-Serienspiel (Cadre 47/2 & 71/2, Einband):  2017 •  2013